# Tren Urbano de Fortaleza
El sistema de trenes urbanos de Fortaleza era administrado por la CBTU a través de la Superintendencia de Trenes Urbanos de Fortaleza. Poseía aproximadamente 42 km de extensión contando con 24 estaciones, uniendo los municipios de Fortaleza, Caucaia, Maracanaú y Pacatuba, en la región metropolitana de Fortaleza. Durante su existencia transportó a cerca de 30.000 pasajeros por día.

## Historia
Operado por la Red de Tráfico Cearense por lo menos durante 40 años, pasó en 1975 a la administración de la RFFSA durante la nacionalización de las líneas ferroviarias de Brasil.
Debido a la privatización de las líneas ferroviarias de RFFSA la concesión para la operación de los trenes urbanos pasó, en 1997, a la CBTU vinculada al Ministerio de las Ciudades del gobierno federal.
Desde 2004 el sistema fue administrado en conjunto por la CBTU y la Metrofor. Después que fue concluida la modernización de todo el sistema, transformando toda la línea en metro la administración pasó a ser únicamente de la Metrofor.

## Características del sistema
Este sistema antiguamente poseía 42 km de extensión y era servido por 24 estaciones divididas en dos líneas. La velocidad de esos vehículos podía llegar a una media de 26,7 km/h. El ancho es métrico y los trenes son movidos por diésel.

### Tabla del sistema
| Línea | Terminales                    | Inauguración     | Longitud (km) | Estaciones | Duración de los viajes (min) | Funcionamiento                   |
| ----- | ----------------------------- | ---------------- | ------------- | ---------- | ---------------------------- | -------------------------------- |
| Sur   | João Felipe ↔ Vila das Flores | A partir de 1997 | 23,4          | 15         | ---                          | desactivada(convertida en metro) |
| Oeste | Caucaia ↔ João Felipe         | A partir de 1997 | 19,5          | 10         | ---                          | en funcionamiento                |

## Tarifa
- Normal - R$ 1,00